# Formigueiro-de-cara-preta
Formigueiro-de-faces-pretas ou formigueiro-de-cara-preta (Myrmoborus myotherinus) é uma espécie de ave da família Thamnophilidae.
Pode ser encontrada nos seguintes países: Bolívia, Brasil, Colômbia, Equador, Peru e Venezuela.
Os seus habitats naturais são: florestas subtropicais ou tropicais húmidas de baixa altitude.